# Dekanat wroniecki
Dekanat wroniecki – jeden z 43 dekanatów archidiecezji poznańskiej, składa się z ośmiu parafii.

## Położenie
Dekanat sąsiaduje z dekanatami:
- wieleński,
- czarnkowski,
- szamotulski,
- pniewski,
- międzychodzki,
- dekanaty diecezji zielonogórsko-gorzowskiej.

Administracyjnie dekanat leży na obszarze gmin: Wronki, Sieraków, Chrzypsko Wielkie, a także we wschodniej części gminy Międzychód (Stary Zatom).

## Władze dekanatu
- Dziekan: ks. kan.  Grzegorz Gałkowski
- Wicedziekan: wakat

## Parafie
| lp | nazwa                                                                             | miejscowość       | kościół parafialny | zdjęcie kościoła | powstanie     | liczba miejscowości   | liczba wiernych/mieszk. |
| -- | --------------------------------------------------------------------------------- | ----------------- | ------------------ | ---------------- | ------------- | --------------------- | ----------------------- |
| 1  | Parafia pw. Świętego Krzyża i Św. Mikołaja                                        | Biezdrowo         | T                  |                  | prawd. XII w. | 19 wsi                | 2850                    |
| 2  | Parafia pw. Chrystusa Króla                                                       | Chojno            | T                  |                  | 1919          | 11 wsi                | 735                     |
| 3  | Parafia pw. św. Wojciecha                                                         | Chrzypsko Wielkie | T                  |                  | b.d.          | 11 wsi                | 2493                    |
| 4  | Parafia pw. Św. Andrzeja Apostoła i Najświętszej Maryi Panny Wspomożenia Wiernych | Lutom             | T                  |                  | po 1334       | 5                     | 1408 (+ Łężce)          |
| 5  | Parafia św. Katarzyny w Łężcach                                                   | Łężce             | [ b ]              |                  | przed 1408    | n.d.                  | n.d.                    |
| 6  | Parafia pw. Najświętszej Maryi Panny Niepokalanie Poczętej                        | Sieraków          | T                  |                  | prawd. XII w. | 27 wsi i 1 miasto     | 7414                    |
| 7  | Parafia pw. św. Katarzyny                                                         | Wronki            | T                  |                  | prawd. XI w.  | większa część Wronek  | 10453                   |
| 8  | Parafia pw. św. Urszuli Ledóchowskiej                                             | Wronki            | [ 2 ]              |                  | 1994          | część Wronek i 2 wsie | 3465                    |